# Neaetha fulvopilosa
Neaetha fulvopilosa là một loài nhện trong họ Salticidae.
Loài này thuộc chi Neaetha. Neaetha fulvopilosa được Hippolyte Lucas miêu tả năm 1846.